# Idioma enoquiano
El Idioma enoquiano es una lengua oculta, supuestamente angelical, documentada en los diarios privados del ocultista inglés John Dee y de su compañero Edward Kelley en el siglo XVI. Kelley era un médium espiritual que trabajaba con Dee en sus investigaciones mágicas. Ambos afirmaron que la lengua les fue revelada por los ángeles enoquianos. Esta lengua es una parte integral de la práctica de la magia enoquiana.
El idioma es la lengua hablada por los ángeles y por los humanos antes de la Torre de Babel (es, por tanto, el supuesto verdadero idioma universal), con su propio alfabeto, sintaxis y escritura. Dee y Kelley habrían canalizado por medios espiritistas a un grupo de ángeles (demonios según algunos) que les enseñaron el idioma y su uso ritual. 
El canon básico de la magia enoquiana es el siguiente:
- Sigillum Dei Aemeth. El Sello Sagrado.
- Tabula Sancta. La Sagrada Tabla de las Doce Tribus.
- Liber Scientia Auxilii et Victoria Terrestris. El Libro de la Ciencia, de la Ayuda y de la Victoria.
- Tabla de Nalvage.
- Liber Loagaeth. Alrededor de un centenar de folios enigmáticos. Estos comprenden los Cuatro Atalayas de Fuego, Aire, Agua y Tierra. Los nombres de los gobernantes de los Treinta Aethyrs son encontrados en estas Tablas.
- Las Cuatro Tablas Elementales.
- Claves Angelicae. Las Cuarenta y Ocho Llamadas, o Llaves.

Esta lengua fue dada a Dee y Kelley en 49 tablillas sagradas y en las 48 llamadas enochianas. Se supone que cada planeta tiene un Logos planetario (ángel) que puede ser invocado en el correspondiente día semanal, cada hora del día a su vez tiene diferentes gobernantes, haciendo una compleja jerarquía de ángeles reyes, príncipes, gobernadores y ministros, ya que cada ángel se relaciona entre sí con líneas mágicas entrecruzadas. 
Algunos de estos signos sagrados se grabaron en la "Mesa de Prácticas" sobre la cual se instalaba la bola de cristal (empleada en las sesiones espiritistas); o el speculum, un pedazo de obsidiana pulimentada (actualmente depositada en el Museo Británico) que facilitaba el contacto con estos seres; el enoquiano está compuesto por extraños signos a modo de letras. Según uno de estos espíritus, el Arcángel Gabriel, el enoquiano era la "lengua de Adán" hablada en el paraíso, la lengua primera (o lengua adánica) tan buscada por los filósofos renacentistas y posteriores.
En principio, y salvo que se demuestre lo contrario, no parece haber relación alguna entre el enoquiano descrito por Dee y la extraña escritura del Manuscrito Voynich, aun cuando ocasionalmente se haya especulado lo contrario.
La magia enoquiana, también conocida como Sistema Enochiano, implica la realización de complejos rituales ceremoniales e invocaciones a espíritus, demonios y ángeles. Se supone que por su poderío y peligrosidad en caso de mal uso, debe tomarse años de estudio. 
Tras la muerte de Dee la magia enoquiana cayó en el olvido hasta ser recuperada por Samuel Liddell MacGregor Mathers, el fundador de la Orden Hermética del Alba Dorada, y se convirtió en piedra angular de la organización.

## Alfabeto
| Equivalente en español | Letra | Nombre de la letra | Pronunciación         | Nota            |
| ---------------------- | ----- | ------------------ | --------------------- | --------------- |
| A                      |       | Un                 | und                   |                 |
| B                      |       | Pa                 | pa                    |                 |
| C / K                  |       | Veh                | veh                   |                 |
| D                      |       | Gal                | gal                   |                 |
| E                      |       | Graph              | graupha (de garganta) |                 |
| F                      |       | Or                 | orh                   |                 |
| G / J                  |       | Ged                | ged                   |                 |
| H                      |       | Na                 | nach (de garganta)    |                 |
| I                      |       | Gon                | gon                   |                 |
| L                      |       | Ur                 | our/ourh              |                 |
| M                      |       | Tal                | stall/xtall           |                 |
| N                      |       | Drux               | droux                 |                 |
| O                      |       | Med                | med                   |                 |
| P                      |       | Mals               | machls                |                 |
| Q                      |       | Ger                | gierh                 |                 |
| R                      |       | Don                | don                   |                 |
| S                      |       | Fam                | fam                   |                 |
| T                      |       | Gisg               | gisg                  |                 |
| U / V                  |       | Van                | van                   |                 |
| X                      |       | Pal                | pal                   | la "p" es tenue |
| Y                      |       | Gon (con punto)    | gon                   |                 |
| Z                      |       | Ceph               | keph                  |                 |

El orden de éste alfabeto es: E, A, F, D, G/J, C/K, B, N, Q, P, L, H, Y, I, M, T, S, U/V, Z, R, O, X